# Gadżymurad Omarow
Gadżymurad Omarowicz Omarow (azer. Hacımurad Ömərov; ur. 9 sierpnia 1994 roku) – azerski zapaśnik walczący w stylu wolnym. Zajął 22. miejsce na mistrzostwach świata w 2017. Brązowy medalista igrzysk solidarności islamskiej w 2021. Drugi w Pucharze Świata w 2018 i piąty w 2016. Brązowy medalista MŚ juniorów i wicemistrz Europy juniorów z 2013. Mistrz Europy U-23 w 2017 i drugi w 2016 roku.